# مسافران دره انار (مجموعه تلویزیونی)
مسافران درۀ انار نام یک مجموعهٔ تلویزیونی به کارگردانی «یدالله نوعصری» است که در سال ۱۳۶۹ تولید و در سال ۱۳۷۰ در ۶ قسمت از  شبکه ۲ پخش گردید. این مجموعه تلویزیونی یک نسخه سینمایی هم دارد که برای پخش در سینما تدوین شده است.

## خلاصه داستان
هرسال اوایل پائیز، اهالی دهکده‌های اطراف دشت مغان در فصل برداشت پنبه به پارس‌آباد کوچ می‌کنند. هنگام کوچ اهالی یکی از دهکده‌ها به پارس‌آباد برای یکی از خانواده‌های ده مشکلی پیش می‌آید و آن‌ها به ناچار در میان راه از دیگران عقب می‌افتند. پس از دو روز، خانواده به راه‌شان ادامه می‌دهند؛ اما در طی مسیر، با گرفتاری‌های دیگری روبرو می‌شوند....

## بازیگران و عوامل تولید

### بازیگران
- سیامک اطلسی
- جعفر والی
- مهری مهرنیا
- فتحعلی اویسی
- مهرانه مهین ترابی
- محمود نظرعلیان
- عباس آل یاسین
- سعید ولی‌زاده
- دارا علی‌آبادی
- سیامک حلمی
- علی کوهپایه

### عوامل تولید
- نویسنده و کارگردان: یدالله نوعصری
- تصویربردار: مرتضی پورصمدی
- تدوین: حسن حسن‌دوست
- طراح چهره‌پردازی: بیژن محتشم
- طراح صحنه و لباس: محسن شاه‌ابراهیمی، یدالله نوعصری
- موسیقی: شریف لطفی
- سرپرست گویندگان: جلال مقامی
- تهیه‌کننده: جواد ظهیری
- فرمت تصویر: ۱۶ میلیمتری
- تعداد قسمت‌ها: ۶ قسمت
- مدت زمان: ۳۰۰ دقیقه
- محصول: گروه فیلم و سریال شبکه ۲
- سال تولید و پخش: ۱۳۷۰-۱۳۶۹